# Chamchuri United F.C.
Câu lạc bộ Chamchuri United (tiếng Thái: สโมสรฟุตบอลจามจุรี ยูไนเต็ด) là một câu lạc bộ bóng đá bán chuyên nghiệp Thái Lan dưới sự quản lý của Đại học Chulalongkorn tại Bangkok. Câu lạc bộ được thành lập vào năm 2021 được xem như là câu lạc bộ đóng đá dành cho Đại học Chulalongkorn khi Chula United F.C. câu lạc bộ ban đầu của trường đại học đổi tên và di dời ra khỏi trường đại học. Câu lạc bộ hiện tại đang chơi cho Thai League 3 vùng đô thị Bangkok.

## Sân vận động
| Tọa độ                                            | Vị trí              | Sân vận động                       | Sức chứa | Năm       |
| ------------------------------------------------- | ------------------- | ---------------------------------- | -------- | --------- |
| 13°44′15″B 100°31′31″Đ / 13,737445°B 100,525377°Đ | Pathum Wan, Bangkok | Sân vận động Đại học Chulalongkorn | 20.000   | 2011–2012 |
| 14°02′19″B 100°36′08″Đ / 14,038739°B 100,602272°Đ | Pathum Thani        | San vận động Đại học Bangkok       | 5.000    | 2013      |
| 13°44′15″B 100°31′31″Đ / 13,737445°B 100,525377°Đ | Pathum Wan, Bangkok | Sân vận động Đại học Chulalongkorn | 20.000   | 2014–2017 |

## Thành tích theo mùa giải
| Mùa     | Giải          | Giải | Giải | Giải | Giải | Giải | Giải | Giải | Giải | FA Cup        | League Cup    | Cầu thủ ghi bàn hàng đầu | Cầu thủ ghi bàn hàng đầu |
| Mùa     | Division      | P    | W    | D    | L    | F    | A    | Điểm | Hạng | FA Cup        | League Cup    | Tên                      | Bàn thắng                |
| ------- | ------------- | ---- | ---- | ---- | ---- | ---- | ---- | ---- | ---- | ------------- | ------------- | ------------------------ | ------------------------ |
| 2011    | DIV 2 Bangkok | 30   | 12   | 10   | 8    | 46   | 33   | 46   | 7th  |               |               |                          |                          |
| 2012    | DIV 2 Bangkok | 34   | 14   | 9    | 11   | 47   | 46   | 51   | 7th  |               |               |                          |                          |
| 2013    | DIV 2 Bangkok | 26   | 7    | 7    | 12   | 32   | 45   | 28   | 12th |               |               |                          |                          |
| 2014    | DIV 2 Bangkok | 26   | 14   | 4    | 8    | 47   | 34   | 46   | 4th  |               |               |                          |                          |
| 2015    | DIV 2 Bangkok | 26   | 14   | 4    | 8    | 47   | 35   | 46   | 2nd  | Không tham dự | Không tham dự |                          |                          |
| 2016    | DIV 2 Bangkok | 20   | 12   | 6    | 2    | 43   | 19   | 42   | 1st  | Không tham dự | Không tham dự |                          |                          |
| 2017    | T3 Lower      | 28   | 12   | 6    | 10   | 50   | 38   | 42   | 6th  | Không tham dự | Không tham dự | Hiroyuki Sugimoto        | 13                       |
| 2018    | T3 Lower      | 26   | 12   | 5    | 9    | 32   | 27   | 41   | 4th  | Không tham dự | Không tham dự | Kasitinard Sriphirom     | 8                        |
| 2019    | T3 Lower      | 26   | 7    | 8    | 11   | 33   | 42   | 29   | 11th | Không tham dự | Không tham dự | Isaac Mbengan            | 8                        |
| 2020-21 | T3 Bangkok    | 20   | 10   | 6    | 4    | 43   | 20   | 36   | 4th  | Không tham dự | Không tham dự | Isaac Mbengan            | 9                        |

| Vô địch | Á quân | Thăng hạng | Xuống hạng |

## Danh dự

### Giải đấu trong nước
- Regional League Bangkok Area Division
  - Vô địch: 2016